# Oberaargletscher
Oberaargletscher – lodowiec o długości 4 km (2005 r.) i powierzchni 5,82 km² (1973 r.).
Lodowiec położony jest w Alpach Berneńskich w kantonie Berno w Szwajcarii.